# Pallottola a espansione

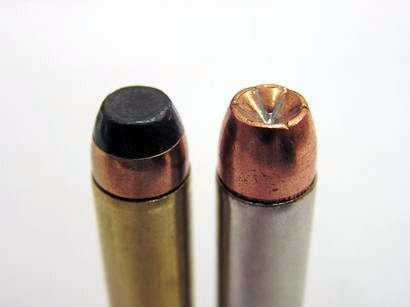
Due proiettili .357 Magnum, quello a sinistra JSP/JFP quello a destra JHP

Una pallottola a espansione (detti anche proiettili Dum-dum o proiettili a fungo) è un tipo di proiettile che utilizza una pallottola progettata per espandersi all'interno del corpo del bersaglio, aumentando così la gravità delle ferite.
Un proiettile di questo tipo ha generalmente il nucleo composto di un metallo pesante, solitamente piombo, utile per favorire sia la balistica del colpo sia l'espansione, e una camiciatura incompleta del proiettile.

## Storia
Originariamente questo tipo di proiettili era anche conosciuto come Dum-dum bullets: il nome deriva dall'Arsenale di Dum Dum, controllato dall'esercito anglo-indiano, che verso la fine del XIX secolo era di stanza nei pressi della città di Calcutta, in India. Quando gli inglesi, durante le loro campagne coloniali, si accorsero che il munizionamento standard adottato per i loro fucili Lee-Metford talvolta non riusciva a ferire il bersaglio in maniera da fermarlo, cercarono una soluzione utilizzando lo stratagemma, probabilmente escogitato dal capitano dell'esercito Neville Bertie-Clay, di rimuovere la parte di camiciatura intorno alla punta della palla.
Negli anni successivi queste munizioni vennero appositamente prodotte negli arsenali e utilizzate anche da altri eserciti fino all'avvento della Convenzione dell'Aia, che le rese fuorilegge; essendo pallottole ad elevata distruttività, il loro uso in ambito militare è stato proibito dalla Convenzione di Ginevra del 1929: per questa ragione non sono usate dai militari, in quanto le ferite da esse provocate sono molto difficili da curare sul campo di battaglia e, quando non portano alla morte immediata, questa sopravviene per dissanguamento in un periodo più o meno lungo. Secondo la legislazione nei vari Stati del mondo tali proiettili sono invece usati nella caccia e per le armi d'ordinanza di forze di polizia.

## Tipologie

### A punta cava (JHP)

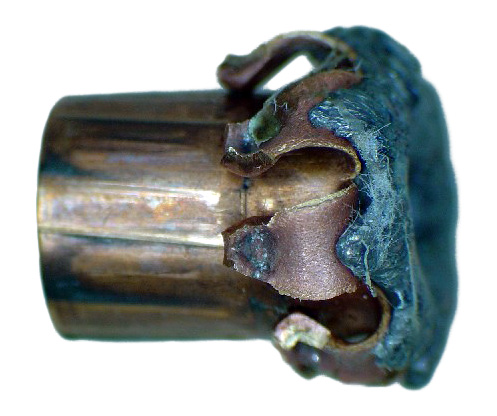
Un proiettile JHP calibro.38 espanso a "fungo"

I proiettili a punta cava (detti JHP, acronimo di Jacketed Hollow Point, o incamiciati a punta cava) sono completamente o in alcuni casi parzialmente incamiciati ma sulla loro sommità presentano una forma a coppa con delle rigature prestabilite, lungo cui si apre la struttura del proiettile quando viene sparato all'interno di un corpo più morbido. Sono molto apprezzati nella caccia non solo perché hanno un elevato potere d'arresto ma anche perché hanno la caratteristica di frammentarsi all'interno del corpo senza provocare un foro d'uscita, fatto che è particolarmente vantaggioso nel caso di animali di grossa taglia dato che mantiene integra la pelle.

### A punta soffice (JSP/JFP)
I proiettili a punta soffice o a punta piatta (detti JSP o JFP, sigle per Jacketed Soft Point o Jacketed Flat Point) sono incamiciati solo parzialmente, rivelando sulla sommità una punta in piombo piatta esposta. Rispetto ai JHP hanno una capacità di penetrazione maggiore e quindi creano ferite interne meno estese, con la possibilità di provocare un foro d'uscita. Questi tipi di proiettili non hanno un incavo sulla sommità, presentano inoltre alcuni vantaggi rispetto ad un proiettile JHP: ad esempio sono più facili da caricare e rispetto a quest'ultimo hanno una minore tendenza all'inceppamento, in particolar modo nelle armi più vecchie.

### Punta flessibile a espansione (FTX)

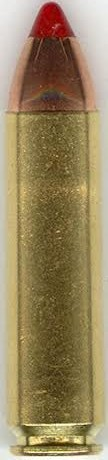
Un proiettile tipo FTX

I proiettili a punta flessibile ad espansione (detti FTX, acronimo di Flex Tip eXpanding) hanno un terminale di plastica a punta, caratteristica che migliora l'aerodinamicità pur senza diminuire la capacità di espansione. Comunemente usati nei fucili a leva o a pompa, questi ultimi sono dotati quasi sempre di un caricatore tubolare posto sotto la canna, all'interno del quale le cartucce sono posizionate con la punta contro il fondello. Questa impostazione del caricatore è adatta ai fucili con munizioni a testa piatta come i fucili a canna liscia. Tuttavia, vi è un rischio non trascurabile che si presenta con proiettili di tipo spitzer (a punta acuminata), poiché potrebbe verificarsi un pericoloso auto-innesco quando il puntale del proiettile precedente batte contro la capsula a percussione della cartuccia successiva. I proiettili del tipo JHP o JSP fortunatamente non presentano questo problema, come pure quelli del tipo FTX avendo un puntale di materiale plastico semi-rigido.